# La Serra (Rajadell)
La Serra és una serra situada al municipi de Rajadell, a la comarca catalana del Bages, amb una elevació màxima de 796 metres.